# Astereae
Astereae es una tribu de plantas con flores perteneciente a la subfamilia Asteroideae dentro de la familia Asteraceae.
La tribu incluye plantas anuales, bienales, perennes, subarbustos, arbustos y árboles. Las plantas  de la tribu que están presentes casi todo el mundo, están divididas en 170 géneros y más de 2800 especies. Se encuentran principalmente en las regiones templadas del mundo
La taxonomía de la tribu Astereae ha cambiado drásticamente después de que pruebas morfológicas y moleculares sugirieran que los grandes géneros, tales como Aster, así como muchos otros, debían ser separados en varios géneros o cambiados para reflejar mejor las relaciones de las plantas. Un documento emitido por  R.D.Noyes y L.H.Rieseberg demostró que la mayoría de los géneros dentro de la tribu que se encuentran en América del Norte en realidad pertenecen a un solo clado, lo que significa que tienen un antepasado común. Esto se conoce como el clado de América del Norte. Guy L. Nesom y Harold E. Robinson han sido dos de los más importantes taxonomistas que participan en los trabajos recientes y siguen la reclasificación de los géneros dentro de la tribu en todo el mundo.
Tiene las siguientes subtribus.:
- Homochrominae (incluido Feliciinae)
- Hinterhuberinae
- Brachyscominae
- Bellidinae
- Grangeinae
- Lagenophorinae
- Baccharidinae
- Podocominae
- Asterinae
- Solidagininae
- Pentachaetinae
- Boltoniinae
- Machaerantherinae
- Symphyotrichinae
- Chaetopappinae
- Astranthiinae
- Chrysopsidinae
- Conyzinae
- Una veintena de géneros no incluidos en dichas subtribus.

## Géneros
- Acamptopappus - Achnophora - Almutaster - Amellus - Ampelaster - Amphiachyris - Amphipappus - Aphanostephus - Apopyros - Arida - Aster -  Astranthium - Baccharis - Batopilasia - Bellis - Bellium - Benitoa - Bigelowia - Boltonia - Brachyscome - Brintonia - Callistephus - Calotis - Camptacra - Canadanthus - Celmisia - Chaetopappa - Chiliotrichum - Chiliotrichum - Chloracantha - Chrysocoma - Chrysoma - Chrysopsis - Chrysothamnus - Columbiadoria -  Commidendrum - Conyza - Crinitaria - Croptilon - Damnamenia -  Darwiniothamnus - Dichaetophora - Dichrocephala - Dieteria - Diplostephium - Doellingeria - Eastwoodia - Elachanthus - Ericameria - Erigeron - Erodiophyllum - Eurybia - Euthamia - Felicia - Galatella - Geissolepis - Grangea - Grindelia - Gundlachia - Gutierrezia - Gymnosperma - Haplopappus - Hazardia - Herrickia - Hesperodoria - Heterotheca - Hysterionica - Ionactis - Isocoma - Kalimeris - Kippistia - Laennecia - Lagenophora - Lessingia - Machaeranthera - Mairia - Melanodendron - Minuria, Monoptilon - Myriactis - Nannoglottis - Nardophyllum - Neja - Nidorella - Nolletia - Olearia - Oonopsis - Oreochrysum - Oreostemma - Oritrophium - Pachystegia - Pentachaeta - Peripleura - Petradoria - Pleurophyllum - Podocoma - Polyarrhena - Prionopsis -  Psiadia - Psilactis - Pteronia - Pyrrocoma - Rayjacksonia - Remya, Rhynchospermum - Rigiopappus - Sericocarpus - Solidago - Stenotus - Symphyotrichum - Tetramolopium - Thurovia - Tonestus - Townsendia - Tracyina - Triniteurybia - Vanclevea - Vittadinia - Xanthisma - Xanthocephalum - Xylorhiza - Xylothamia.